# Дромашко Людмила Григорівна
Людми́ла Григо́рівна Дрома́шко (27 квітня 1955, Лиса Гора) — українська державна і громадська діячка. Заслужений економіст України (2010). Міська Голова міста Первомайськ у 2008—2020 роках.

## Життєпис
Народилася 27 квітня 1955 року в селі Лиса Гора, Первомайського району на Миколаївщині. У 1980 році закінчила Київський технологічний інститут легкої промисловості, інженер-економіст.
З 1976 року по 1992 рік працювала економістом, ведучим економістом, начальником планово-економічного управління, заступником директора ПАТ "Завод «Фрегат».
З 1993 року по серпень 2008 року — заступник голови правління з економіки та фінансів відкритого акціонерного товариства заводу «Фрегат».
З 2006 року голова постійної депутатської комісії Первомайської міської ради з питань планування бюджету.
З 21 серпня 2008 р. по 11 грудня 2008 р. — секретар Первомайської міської ради.
З 11 грудня 2008 по листопад 2020 року — міський голова міста Первомайськ.

## Політична діяльність
У березні 2006 року кандидат в народні депутати України від Партії регіонів, № 340 в списку.

## Нагороди та відзнаки
- Почесна грамота Верховної Ради України (2008)
- Заслужений економіст України (08.2010)
- Нагрудний знак «За сприяння Повітряним Силам Збройних Сил України» (08.2011)[2]
- Медаль «20 років незалежності України»[3].
- Орден княгині Ольги 3-го ступеня (07.12.2018)[4]